# سد سويس الأعلى
سد سويس الأعلى أحد سدود الطائف التاريخية.

## الوصف
يقع السد جنوب شرق الطائف في أعلى شعب سويس٬ وتصب مياهه في وادي أم البكار على بعد خمس وثلاثين مترًا ونصف المتر٬ وارتفاعه أحد عشر مترًا، وسمكه أربعة أمتار٬ وقد تهدم من منتصفه٬ يرجع تاريخ بنائه إلى العصر الأموي.